# Candidus (Toreut)
Candidus war ein antiker römischer Toreut (Metallbildner), der im letzten Drittel des 1. Jahrhunderts in Gallien tätig war.
Candidus ist heute nur noch aufgrund von vier Signaturstempeln auf Bronzekasserollen bekannt. Mit gesicherten Fundorten in Frankreich, Großbritannien und Deutschland weisen die Stücke eine weite Streuung auf. Bei den Stücken handelt es sich um:
1. Bronzekasserolle; gefunden in Charlieu, Département Loire, Frankreich; heute in der Privatsammlung Berard in Paris.[1]
2. Bronzekasserolle; gefunden in der Saône bei Chalon-sur-Saône, Frankreich; heute im Musée Denon in Chalon-sur-Saône.[2]
3. Bronzekasserolle; gefunden im O-Vicus von Watercrook, Cumbria, Großbritannien; heute im Museum in Kendal.[3]
4. Bronzekasserolle; gefunden in Stockstadt am Main, Bayern, Deutschland.[4]

## Einzelbelege
1. ↑  Richard Petrovszky: Studien zu römischen Bronzegefäßen mit Meisterstempeln. Leidorf, Buch am Erlbach 1993, S. 214, Nr. C.04.01.
2. ↑  Inventarnummer CA 412; Richard Petrovszky: Studien zu römischen Bronzegefäßen mit Meisterstempeln. Leidorf, Buch am Erlbach 1993, S. 214, Nr. C.04.02; CIL 13, 10027,13.
3. ↑  Inventarnummer ?; Richard Petrovszky: Studien zu römischen Bronzegefäßen mit Meisterstempeln. Leidorf, Buch am Erlbach 1993, S. 214, Nr. C.04.03.
4. ↑  Richard Petrovszky: Studien zu römischen Bronzegefäßen mit Meisterstempeln. Leidorf, Buch am Erlbach 1993, S. 215, Nr. C.04.04.

| Personendaten    | Personendaten                              |
| ---------------- | ------------------------------------------ |
| NAME             | Candidus                                   |
| KURZBESCHREIBUNG | antiker römischer Toreut                   |
| GEBURTSDATUM     | 1. Jahrhundert v. Chr. oder 1. Jahrhundert |
| STERBEDATUM      | 1. Jahrhundert oder 2. Jahrhundert         |